# Daniil Nikolaevič Kaškarov
Daniil Nikolaevič Kaškarov (in russo Даниил Николаевич Кашкаров?; Rjazan', 11 aprile 1878 – Mosca, 26 novembre 1941) è stato uno zoologo ed ecologo russo.

## Biografia
Kaškarov si laureò presso la divisione di scienze naturali e il dipartimento di medicina dell'università di Mosca rispettivamente nel 1903 e nel 1908; ebbe come professore Michail Aleksandrovič Menzbir. Dal 1919 al 1933 fu capo del sottodipartimento di zoologia dei vertebrati presso l'università dell'Asia centrale di Tashkent e, dal 1934 al 1941, presso l'università statale di Leningrado. Kaškarov si occupò soprattutto dello studio dei vertebrati terrestri dell'Asia centrale e promosse un approccio ecologico allo studio degli animali (comprese le razze domestiche). Fu l'autore dei primi compendi di ecologia animale dell'URSS.